# Daril Gerard Watson
Sir Daril Gerard Watson, britanski general, * 1888, † 1967.